# Ruben Zimmermann

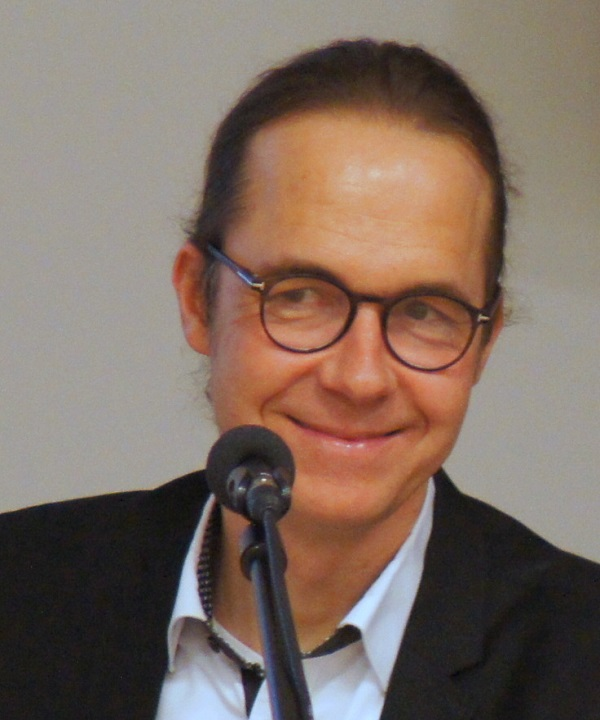
Ruben Zimmermann (2019)

Ruben Zimmermann (* 10. Mai 1968 in Nußloch) ist ein deutscher evangelischer Theologe. Er ist Professor für das Neue Testament und Ethik an der Universität Mainz mit dem Forschungsschwerpunkt Ethik, Johannesevangelium, Gleichnisse/Parabeln und Wunder Jesu, Bibeldidaktik.

## Leben
Ruben Zimmermann studierte in Erlangen, Bonn, Santiago de Chile und Heidelberg Evangelische Theologie, Philosophie und Diakoniewissenschaft. 1996 erhielt er das Diplom in Diakoniewissenschaft mit einer medizinethischen, empirischen Untersuchung zur Behandlungsentscheidung schwerstgeschädigter Neugeborener. 1997 wurde er an der Ruprecht-Karls-Universität Heidelberg aufgrund einer bei Klaus Berger und Gerd Theißen angefertigten Dissertation zum Dr. theol. promoviert. Von 1999 bis 2001 war er Pfarrer in Heidelberg. 2003 habilitierte er sich an der Universität München (Betreuer: Jörg Frey, Zweitgutachter: Ferdinand Hahn). Von 2005 bis 2009 war er Professor an der Universität Bielefeld, seit 2009 ist er Professor an der Universität Mainz. Gastprofessuren hatte er in Südafrika (University of Pretoria) und den Niederlanden (Radboud-Universität Nijmegen) inne. Als Mitglied der Alexander-von-Humboldt-Stiftung hat er Forschungsaufenthalte in Pretoria/Südafrika (2008/09), Melbourne (2016) und Yale/New Haven (2024) realisiert.
2009 gründete er gemeinsam mit Friedrich-Wilhelm Horn und Ulrich Volp den Forschungsbereich „Ethik in Antike und Christentum“, der seit 2019 auch die open-access-Zeitschrift „Journal of Ethics in Antiquity and Christianity“ herausgibt. Im Jahr 2015 wurde Zimmermann in das von der amerikanischen Templeton-Stiftung geförderte Ethik-Projekt Enhancing Life aufgenommen.
Im Jahr 2023 initiierte Zimmermann einen ökumenischen Appell von mehr als 250 Theologinnen und Theologen in der Wissenschaft und von Kirchenleitungen an die Bundesregierung, in dem sie effizienteren Klimaschutz einfordern.
Ruben Zimmermann ist mit der Hochschullehrerin Mirjam Zimmermann (Universität Siegen) verheiratet, sie haben vier Kinder.

## Forschungsthemen
Zimmermann arbeitet zur textbezogenen Ethik-Theorie (z. B. narrative Ethik) sowie zu Anwendungsfeldern der Medizin- und Bioethik. Er erforscht Schriften des frühen Christentums in Bezug auf gegenwärtige Fragen von Religion und Gesellschaft. Schwerpunkte sind:
I. Ethik
1. Ethik-Theorie (z. B. Ethik-Begründung; narrative Ethik, metaphorische Ethik)
2. Angewandte Ethik, z. B. Bio- und Medizinethik wie z. B. FVNF/Sterbefasten[7]; Verzichtsethik[8][9]; Schöpfungs- und Klimaethik[10][11][12]
3. Ethik des frühen Christentums[13]

II. Schriften des frühen Christentums, insbesondere des Neuen Testaments
1. Johannesevangelium (z. B. Metaphorik, Narratologie, Figurenanalyse, johanneische Ethik, Schöpfung)
2. Matthäus-, Markus- und Lukas-Evangelium (z. B. synoptisches Problem; Logienquelle)
3. Gleichnisse/Parabeln/Fabel[14] und Wundererzählungen[15]
4. Jesusforschung - Christologie (z. B. Jesus-Memory-Approach; Christopoetik)

III. Methodik und Hermeneutik der Textinterpretation, insbesondere der Bibel
1. Narratologie, Metapherntheorie, Gattungstheorie
2. Rezeptionsorientierte Methoden/Reader-response-criticism; kulturhermeneutische Methoden;
3. Gedächtnisforschung;
4. Fact-Fiction-Problem (vgl. den Sammelband Text und Geschichte)

## Publikationen (Auswahl)
- Bildersprache verstehen. Zur Hermeneutik der Metapher und anderer bildlicher Sprachformen. Fink Verlag, München 2000.
- Geschlechtermetaphorik und Gottesverhältnis. Traditionsgeschichte und Theologie eines Bildfelds in Urchristentum und antiker Umwelt. Mohr Siebeck, Tübingen 2001. (pdf)
- Christologie der Bilder im Johannesevangelium. Die Christopoetik des vierten Evangeliums unter besonderer Berücksichtigung von Joh 10. Mohr Siebeck, Tübingen 2004.
- Herausgegeben in Zusammenarbeit mit Detlev Dormeyer, Gabi Kern, Annette Merz, Christian Münch, Enno Edzard Popkes: Kompendium der Gleichnisse Jesu. Gütersloher Verlagshaus, Gütersloh 2007.
- Herausgegeben in Verbindung mit D. Dormeyer, J. Hartenstein, Chr. Münch, E. E. Popkes, U. Poplutz: Kompendium der frühchristlichen Wundererzählungen. Bd. 1: Die Wunder Jesu. Gütersloh 2013; Bd. 2: Die Wunder der Apostel. Gütersloh 2017.
- Herausgegeben gemeinsam mit Mirjam Zimmermann unter Mitarbeit von Susanne Luther und Julian Enners: Handbuch Bibeldidaktik. UTB 3996, Mohr Siebeck, Tübingen 2013, 2. Aufl. 2018.
- Herausgegeben gemeinsam mit Susanne Luther: Studienbuch Hermeneutik. Bibelauslegung durch die Jahrhunderte als Lernfeld der Textinterpretation. Portraits - Modelle - Quellentexte. Gütersloher Verlagshaus, Gütersloh 2014 (mit CD-Rom).
- Puzzling the Parables of Jesus. Methods and Interpretation. Fortress Press, Minneapolis 2015, ISBN 978-0-8006-9975-8 (englisch).
- Die Logik der Liebe. Die ‚implizite Ethik‘ der Paulusbriefe am Beispiel des 1. Korintherbriefs (= Biblisch-theologische Studien. 162). Neukirchener Verlag, Neukirchen-Vluyn 2016, ISBN 978-3-7887-2993-6.
- Faszination der Wunder Jesu und der Apostel. Die Debatte um die frühchristlichen Wundererzählungen geht weiter (= Biblisch-theologische Studien. 184). Vandenhoeck & Ruprecht, Göttingen 2020, ISBN 978-3-7887-3437-4.
- Parabeln in der Bibel. Die Sinnwelten der Gleichnisse Jesu entdecken. Gütersloher Verlagshaus, Gütersloh 2023, ISBN 978-3-579-08542-5.
- Was kann die Bibel zur aktuellen Schöpfungsethik beitragen? Das Neue Testament im Kontext neuerer öko-hermeneutischer Ansätze der Schriftinterpretation, in: Zeitschrift Evangelische Theologie, https://doi.org/10.14315/evth-2023-830306 (gemeinsam mit Mirjam Jekel und Zacharias Shoukry)
- Ist Sterbefasten eine Alternative zum assistierten Suizid? Plädoyer für eine eigene ethische und diakonische Würdigung des „freiwilligen Verzichts auf Nahrung und Flüssigkeit“ (FVNF), in: R. Anselm/I. Karle/U. Lilie/H. Meyer-Magister (Hg.), Was tun, wenn es unerträglich wird? Die Frage nach dem assistierten Suizid als Herausforderung für Kirche und Diakonie, Gütersloh: Penguin Random House 2023, 228–248.
- (als Mitherausgeber): Ethik der Zeit - Zeiten der Ethik. Ethische Temporalität in Antike und Christentum. WUNT 510, Mohr Siebeck, Tübingen 2024, ISBN 978-3-16-160721-9, darin Ruben Zimmermann: Knappe Zeit zum Handeln. Das μικρὸν χρόνον-Motiv im Johannesevangelium in schöpfungsethischer Perspektive. S. 229–246.
- Warum weniger gut sein kann. Eine Ethik des Verzichts (Was bedeutet das alles?, RUB 14661), Ditzingen: Reclam 2025. (120 S.)
- Wäre Jesus Klimaaktivist? Biblische Inspirationen für eine zeitgemäße Schöpfungsethik, Leipzig: Eva 2025. (235 S.)